# Бурнак (Татарстан)
Бурна́к (тат. Борнак, чув.Пурнак) — деревня в Балтасинском районе Республики Татарстан. Административный центр Бурнакского сельского поселения.

## География
Расположено на реке Шошма, в 18 км к северо-востоку от посёлка городского типа Балтаси.

## История
Деревня начинает упоминаться с 1678 года. В период с XVIII по 1-ю половину XIX века население деревни относилось к категории государственных крестьян. Основные занятия жителей в этот период — земледелие и скотоводство, была распространена мелочная торговля.
Мечеть известна с XVIII века, после 1740 года разрушена. В 1868 году построена новая мечеть, в 1880 году — вторая мечеть.
В «Списке населённых мест Российской империи», изданном в 1876 году по сведениям 1859 года, населённый пункт упомянут как казённая деревня Бурнакская 3-го стана Малмыжского уезда Вятской губернии. Располагалась при реке Шошме, по левую сторону Сибирского почтового тракта, в 21 версте от уездного города Малмыжа и в 20 верстах от становой квартиры в казённом селе Цыпья. В деревне насчитывалось 180 дворов, была мечеть.
В 1880-х годах земельный надел сельской общины составлял 1509,8 десятин.
По сведениям переписи 1897 года, в деревне Бурнак Малмыжского уезда Вятской губернии жили 1367 человек, из них 1366 мусульман.
Административная принадлежность деревни в разные годы:
| Период     | Административная единица                               |
| ---------- | ------------------------------------------------------ |
| до 1920    | Янгуловская волость Малмыжского уезда Вятской губернии |
| 1920-1928  | Арский кантон Татарской АССР                           |
| 1928-1930  | Мамадышский кантон Татарской АССР                      |
| 1930-1932  | Тюнтерский район Татарской АССР                        |
| 1932-1938  | Балтасинский район Татарской АССР                      |
| 1938-1958  | Ципьинский район Татарской АССР                        |
| 1958-1963  | Балтасинский район Татарской АССР                      |
| 1963-1965  | Арский район Татарской АССР                            |
| 1965-1991  | Балтасинский район Татарской АССР                      |
| 1991-н. в. | Балтасинский район Республики Татарстан                |

В 1929 году в деревне организован колхоз, позже 1995 года деревня в составе сельскохозяйственного производственного кооператива «Шушма».

## Название
Село первоначально было марийско-чувашского происхождения, находившаяся на Арской даруге (Удмуртская), где жители были отмечены в документах как арская чуваша и князья. Основателем поселения являлся чуваш по имени Пурнак в переводе Живучий, это имя часто давали по суеверному признаку из за высокой детской смертности в средневековье. С течением времени местные жители приняв ислам полностью ассимилировались в татары с переходом на татарский язык на котором проповедовали Коран.

## Население
| 1766 | 1811 | 1859 | 1884 | 1897 | 1920 | 1926 | 1938 | 1949 | 1958 | 1970 | 1979 | 1989 | 2000 | 2002 | 2010 | 2015 |
| ---- | ---- | ---- | ---- | ---- | ---- | ---- | ---- | ---- | ---- | ---- | ---- | ---- | ---- | ---- | ---- | ---- |
| 254  | 380  | 724  | 1539 | 1367 | 1720 | 1494 | 1229 | 802  | 623  | 727  | 681  | 585  | 590  | 613  | 586  | 556  |

Национальный состав села — татары.

## Экономика
С 2012 года в деревне действует ООО «Борнак». Жители работают в ООО «Борнак», в основном занимаются полеводством, мясо-молочным животноводством.

## Инфраструктура
В деревне действуют комплекс начальная школа – детский сад (с 2017 г.), дом культуры (1952 г.), библиотека (1939 г.), фельдшерско-акушерский пункт (открыт в 1939 г. как медпункт). Общая площадь жилого фонда деревни — 10,6 тыс. м².
Улицы Бурнака:
- Зелёная Роща
- Молодёжная
- Татарстана
- Шушма

## Религия
Мечеть (1996 г.).

## Известные люди
- Р. М. Мухаметшин (р. 1955) — доктор политических наук, академик АН РТ, ректор Российского исламского института (с 2006 г.)